# Isnairo Reis Silva Morais
Isnairo Reis Silva Morais, meglio noto come Reis (Capitão Poço, 6 gennaio 1993), è un calciatore brasiliano, centrocampista del Gwangju.

## Carriera
Ha esordito nel Brasileirão il 4 novembre 2012 disputando con l'Atl. Goianiense l'incontro perso 0-2 contro il Corinthians.

## Statistiche

### Presenze e reti nei club
Statistiche aggiornate al 5 marzo 2022.
| Stagione                | Squadra                 | Campionato              | Campionato | Campionato | Coppe nazionali | Coppe nazionali | Coppe nazionali | Coppe continentali | Coppe continentali | Coppe continentali | Altre coppe | Altre coppe | Altre coppe | Totale | Totale |
| Stagione                | Squadra                 | Comp                    | Pres       | Reti       | Comp            | Pres            | Reti            | Comp               | Pres               | Reti               | Comp        | Pres        | Reti        | Pres   | Reti   |
| ----------------------- | ----------------------- | ----------------------- | ---------- | ---------- | --------------- | --------------- | --------------- | ------------------ | ------------------ | ------------------ | ----------- | ----------- | ----------- | ------ | ------ |
| 2012                    | Remo                    | D                       | 9          | 2          |                 | -               | -               |                    | -                  | -                  |             | -           | -           | 9      | 2      |
| 2012                    | Atl. Goianiense         | A                       | 2          | 0          |                 | -               | -               |                    | -                  | -                  |             | -           | -           | 2      | 0      |
| 2014                    | Internacional           | PD/RS                   | 3          | 0          |                 | -               | -               |                    | -                  | -                  |             | -           | -           | 3      | 0      |
| 2014                    | Remo                    | D                       | 9          | 1          |                 | -               | -               |                    | -                  | -                  |             | -           | -           | 9      | 1      |
| 2015                    | América-RN              | C                       | 6          | 0          |                 | -               | -               |                    | -                  | -                  |             | -           | -           | 6      | 0      |
| 2016                    | América-RN              | PD/RN+C                 | 9+12       | 1+0        |                 | -               | -               |                    | -                  | -                  |             | -           | -           | 21     | 1      |
| Totale América de Natal | Totale América de Natal | Totale América de Natal | 27         | 1          |                 | -               | -               |                    | -                  | -                  |             | -           | -           | 27     | 1      |
| 2017                    | Caxias                  | PD/RS                   | 14         | 1          |                 | -               | -               |                    | -                  | -                  |             | -           | -           | 14     | 1      |
| 2017                    | Boa Esporte             | B                       | 34         | 2          |                 | -               | -               |                    | -                  | -                  |             | -           | -           | 34     | 2      |
| 2018                    | Vila Nova               | PD/GO+B                 | 12+20      | 1+2        |                 | -               | -               |                    | -                  | -                  |             | -           | -           | 32     | 3      |
| 2019                    | Criciúma                | PD/SC+B                 | 19+23      | 2+1        |                 | -               | -               |                    | -                  | -                  |             | -           | -           | 42     | 3      |
| 2020                    | Confiança               | A1/SE+B                 | 11+34      | 5+10       |                 | -               | -               |                    | -                  | -                  |             | -           | -           | 45     | 15     |
| 2021                    | Gwangju                 | K1                      | 30         | 4          |                 | -               | -               |                    | -                  | -                  |             | -           | -           | 30     | 4      |
| 2022                    | Gwangju                 | K2                      | 2          | 2          |                 | -               | -               |                    | -                  | -                  |             | -           | -           | 2      | 2      |
| Totale Gwangju          | Totale Gwangju          | Totale Gwangju          | 32         | 6          |                 | -               | -               |                    | -                  | -                  |             | -           | -           | 32     | 6      |
| Totale carriera         | Totale carriera         | Totale carriera         | 249        | 34         |                 | 16              | 2               |                    | -                  | -                  |             | -           | -           | 265    | 36     |

## Palmarès

### Club

#### Competizioni statali
- Campionato Sergipano: 1

Confiança: 2020